# Лосняк Лёзеля
Лосня́к Лёзеля (лат. Líparis loesélii) — типовой вид рода Лосняк (Liparis) семейства Орхидные (Orchidaceae).

## Ботаническое описание

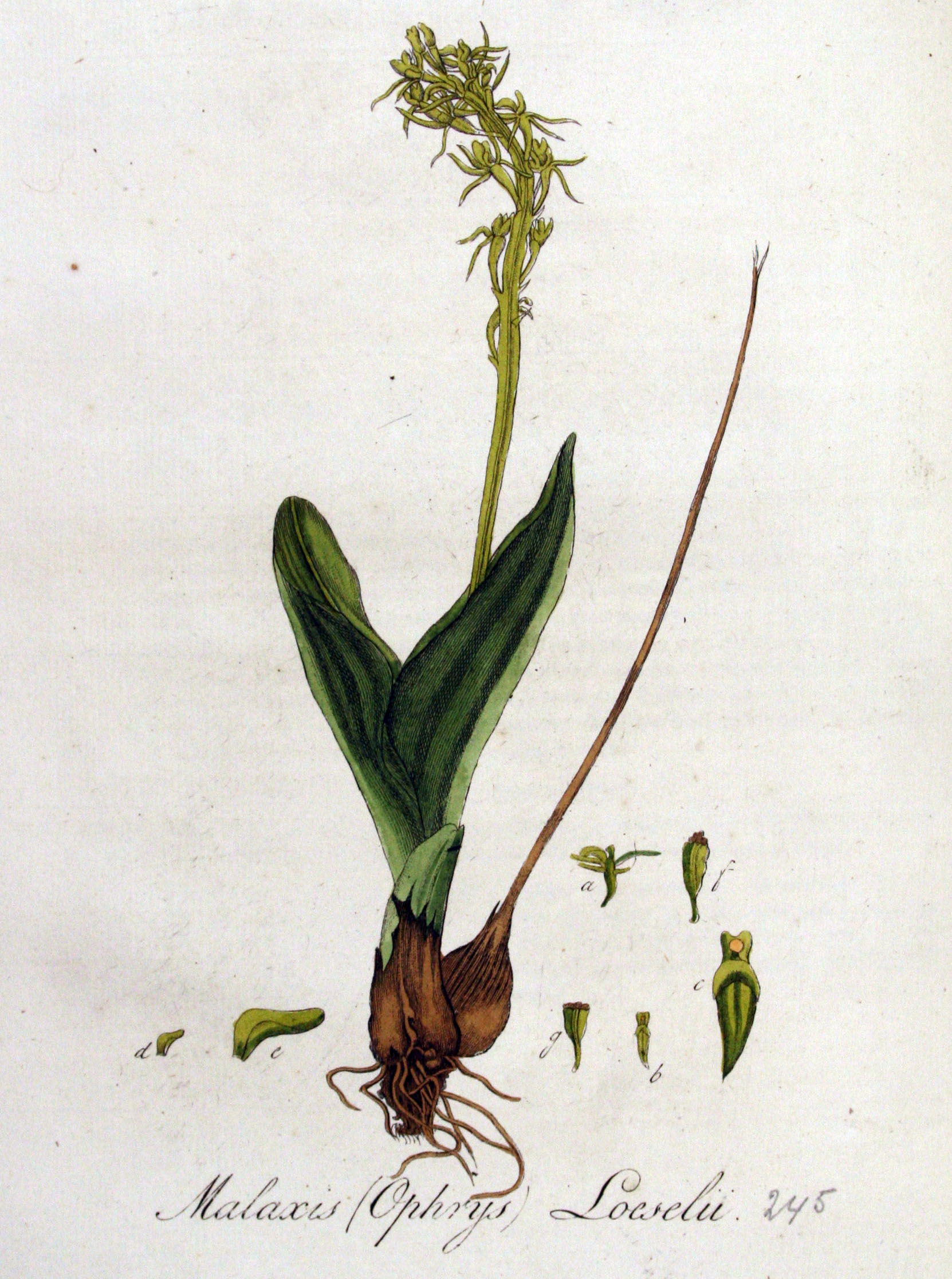

Травянистое растение высотой 8—20 см.
Клубень прикрыт остатками сухих листьев небольшой, яйцевидный, надземный, стеблевого происхождения (туберидий).
Листьев два. Расположены у основания стебля; продолговатые, заострённые.
Соцветие — кисть, которая состоит из трёх—десяти зеленовато-жёлтых цветков. Цветёт в июне — июле. Опыляется насекомыми и посредством самоопыления.
Плод — коробочка.
Размножение семенное, иногда образуются дочерние туберидии.

## Распространение и среда обитания
Произрастает по всей Европе. В России встречается в лесной и лесостепной зонах европейской части и в Западной Сибири.
Обитает на сфагновых болотах, торфяных сплавинах, болотистые луга, топкие берега озёр.
Встречается небольшими рыхлыми группами до 10 штук.
Бриофил.

## Хозяйственное значение и применение
Растение имеет низкую декоративность.
В условиях культуры достаточно устойчив. Требует очень влажных условий при хорошей аэрации субстрата. Возможно выращивание в открытом грунте и в контейнере.

## В культуре
В условиях Москвы и Тверской области (Андреапольский район) был высажен на «искусственное болото» в моховую «подушку». В другом эксперименте высаживался в искусственное болото из нейтрального торфа на слое известнякового гравия, освещённое в течение всего дня. Хорошо размножается вегетативно. В культуре устойчив, может сохранятся до 10 и более лет. В культуре сохраняет природный ритм развития. Листья разворачивает в начале июня, цветёт с третьей декады июня до второй половины июля, плодоносит с конца июля до августа. Увеличение числа особей не происходит, хотя в природе отмечается вегетативное размножение как путем образования дочерних псевдолуковиц из придаточных почек корневища, так и выводковыми почками, которые образуются на верхушке псевдолуковицы и по краям листьев. При культивировании опыляется до 100% цветков, как и в природе, что объясняется самоопылением. Этот вид опыляется дождём, который выбивает поллинии на рыльце.

## Охранный статус
Редкий вид. Взят под охрану в России, Украине, Литве, Латвии, Эстонии. Находится под угрозой из-за хозяйственного освоения территорий в местах своего произрастания.

## Синонимика
По данным The Plant List:
- Anistylis lutea Raf.
- Cymbidium loeselii (L.) Sw.
- Leptorchis loeselii (L.) MacMill.
- Leptorkis loeselii (L.) MacMill.
- Liparis bifolia St.-Lag.
- Liparis correana (W.P.C.Barton) Spreng.
- Liparis loeselii var. cracoviensis Zapal.
- Liparis loeselii var. lutosa Clairv.
- Liparis loeselii f. lutosa (Clairv.) Soó
- Liparis loeselii var. ovata Ridd. ex Godfery
- Liparis loeselii f. ovata (Ridd. ex Godfery) Soó
- Liparis loeselii f. squamigera Zapal.
- Malaxis correana W.P.C.Barton
- Malaxis loeselii (L.) Sw.
- Malaxis longifolia W.P.C.Barton
- Mesoptera loeselii (L.) Raf.
- Ophrys loeselii L.
- Ophrys paludosa O.F.Müll.
- Ophrys pulchella Salisb.
- Ophrys trigona Gilib.
- Orchis loeselii (L.) MacMill.
- Paliris loeselii (L.) Dumort.
- Pseudorchis loeselii (L.) Gray
- Serapias loeselii (L.) Hoffm.
- Sturmia loeselii (L.) Rchb.